# 黑五类

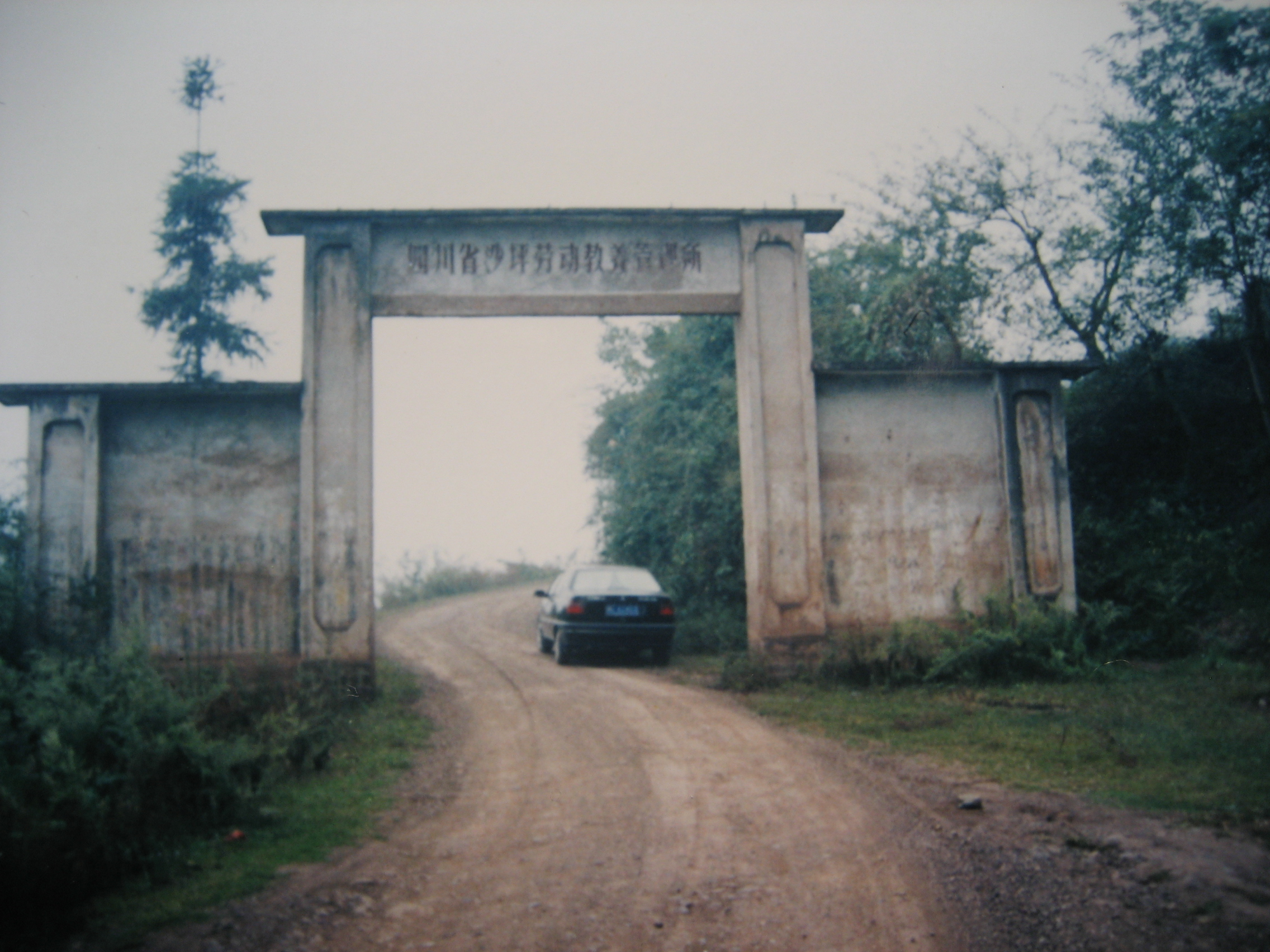
四川省沙坪劳动教养管理所：上万名被视为“右派”而遭批判的人士曾在此接受劳教，三年大饥荒期间2600余名青少年劳教犯在此丧命。

黑五類，是中华人民共和国建国初期至文化大革命结束时，用于指代政治身份被中国共产党认定为地主、富农、反革命分子、坏分子、右派等“五类分子”的非官方称呼，合稱地富反壞右。黑五类與“革命军人、革命干部、工人、贫雇农、下中农”的「紅五類」相對。
黑五类是中國共產黨前三十年統治下的政治贱民階層，依据血统论，黑五類及家庭成員自中華人民共和國建政至文革結束，受到約三十年的不平等待遇，在文革期间多首先遭遇迫害甚至屠杀（如北京的“大兴事件”、广西大屠杀等等）。文革期间，黑五类持續增加为“黑七类”甚至“黑九类”，按照其中一种划分，黑九类依序為：地主、富农、反革命分子、坏分子、右派、叛徒、特务、走资派、知识分子。知识分子在文革前夕非正式加入黑九类，被蔑称为“臭老九”。

## 历史沿革

### 建国初期

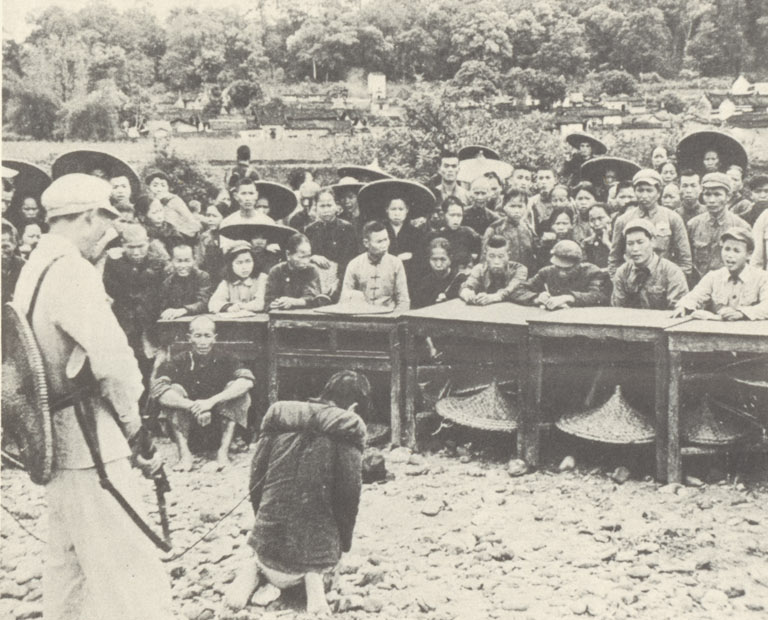
1952年7月，广东省佛冈县一名农民被划分为“剥削人民”的“地主”，遭到土改期间成立的“人民法庭”的批斗和公审。

土地改革运动期间，1948年中国共产党在划分阶级成分时，产生了地主、富农、反革命、坏分子等“四类人”的概念。其中，“坏分子”的概念比较模糊，一说是指家庭出身好，但游手好闲、好逸恶劳的人，即所谓的盲流，也有认为“坏分子”主要是指混入革命队伍的“阶级异己分子”和革命群众中的“不良分子”。
1950年8月4日，中国政务院第四十四次政务会议通过了《关于划分农村阶级成分的决定》，进一步明确划定了阶级成分，包括地主、富农、反革命分子、游民（习惯上叫做流氓）等。《决定》指出：凡年在十八岁以下的少年儿童及在学校中读书的青年学生，除在土地改革时已成为一个家庭的实际支配人得划分其阶级成分外，一般不应划分其阶级成分，只划分其家庭出身。
土地改革运动持续到中华人民共和国建国初期的1953年，据各方人士估计，约有100万-500万人在运动中遭到处决或自杀，大多是中小规模的地主。 而在1950年代初毛泽东等人发动的“镇压反革命运动”中，据官方数据，共有260余万人被捕、130余万人被监禁、71.2万人被处决，外界则估计有100万-200万“反革命分子”遭到处决。

### 反右运动时期
在1957年发动的“反右运动”中，1957年9月23日，邓小平在中共八届三中全会上所作的《关于整风运动的报告》中指出，在全国农村中开展社会主义教育运动的目的之一就是“揭露和打击地主、富农、反革命分子和其他坏分子的破坏活动。” 同年10月25日，中共中央发布《1956到1967年全国农业发展纲要（修正草案）》，其中第39条就是“改造地主、富农、农村中的反革命分子和其他坏分子，保护农村的社会主义秩序”。至此，“四类分子”的称法正式形成。与此同时，官方数据显示反右运动中约有55万人被划为“右派分子”，并被作为批判和改造的对象。此时右派分子与“四类分子”一起被当作专政对象，逐渐被统称为“五类分子”，而地、富、反、坏、右作为“黑五类”的非官方称呼也是在这个时期形成的。
另据解密的中央档案，全国实际划出“右派”达317万余人，还有143万余人被划为“中右分子”，也受到不同程度的迫害。1959年到1964年间，官方数据显示先后有约30余万被错划为“右派分子”的人摘掉了帽子，即“摘帽”，这些人被称作“摘帽右派”。此后摘帽工作陷于停滞，直至文革结束。

### 文化大革命时期

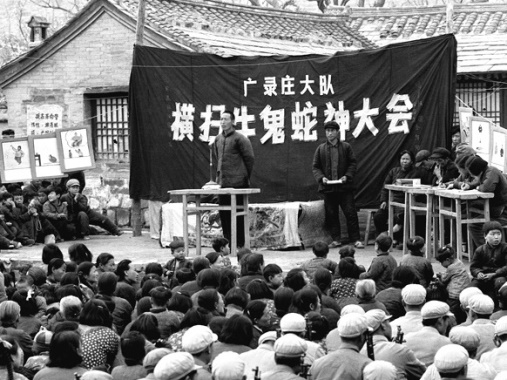
文革期间的一场“横扫牛鬼蛇神大会”

文化大革命期间（1966-1976年），“黑五类”队伍扩大，在地、富、反、坏、右之后，又添加了叛徒、特务、走资派、反动学术权威，成了“黑七类”甚至“黑九类”。但该划分标准混乱，缺乏逻辑，颇为粗略和随意，部分类别还被统称为“黑帮”、“牛鬼蛇神”，而知识分子（反动学术权威）则被贬称为“臭老九”，右派的子女则被蔑稱為「狗崽子」。文革期間，自1966年北京“红八月”起，黑五类成员及亲属受到了广泛的迫害甚至屠杀，较为知名的案例包括北京“大兴事件”、广西大屠杀、广东文革屠杀等。
1968年12月26日，中共中央、中央文革小組发布《关于对敌斗争中应掌握政策的通知》，其中划定的阶级敌人为「叛徒、特务、死不改悔的走资派、没有改造好的地、富、反、坏、右」、「现行反革命分子」等9种人，他们的子女则被称为“可以教育好的子女”。《通知》还规定：在提到阶级敌人的名称时，“不要采用含糊不清的容易混淆两类矛盾、扩大打击面的词汇”，不可把尚未定性的“靠边站”的干部统称之为“黑帮”、“牛鬼蛇神”。

### 平反与摘帽
在文革结束后的拨乱反正时期，1978年4月，中央统战部、公安部向中共中央提交了《关于全部摘掉右派分子帽子的请示报告》，提出由“右派分子”所在单位的党组织向“右派分子”宣布摘掉他们的“右派”帽子，并规定摘帽以后不再叫他们“右派分子”或“摘帽右派”，不要歧视他们。此后，在胡耀邦等人的主持下，至1981年绝大多数右派以及“中右分子”在“摘帽”的基础上进一步获得平反，但最终依然有百余人未获平反。
1979年1月11日，中共中央作出《关于地主、富农分子摘帽问题和地、富子女成分问题的决定》。《决定》指出，除了极少数坚持「反动」立场、至今还没有改造好的以外，凡是多年来遵守政府法令、老实劳动、不做坏事的地主、富家分子以及「反、坏分子」，经过群众评审，县革命委员会批准，一律摘掉帽子，给予农村人民公社社员的待遇。地主、富农家庭出身的农村人民公社社员，成分一律定为公社社员，享有同其他社员一样的待遇。今后，他们在入学、招工、参军、入团、入党和分配工作等方面，主要应看本人的政治表现，不得歧视。地主、富农家庭出身的社员的子女，他们的家庭出身应一律为社员，不应再作为地主、富农家庭出身。
截止1984年，依据官方数据，全国先后有约440多万人被摘掉地主、富农的帽子，结束了对2000多万“四类分子”及家属的身份歧视。而据学者估计，该《决定》实际影响人数上亿。与此同时，小商小贩、手工业者也被从原“资产阶级工商业者”中区别出来，官方数据显示，至1981年11月中国大陆共有70多万小商小贩、手工业者及其他劳动者恢复了作为“社会主义劳动者”的身份。

## 延伸導讀
由於描述黑五類的書籍在中國大陸大多屬於禁書類，因此在中國大陸罕見。
- ISBN 9789863260530 《末代貴族浮沉錄：黑五類的苦難、掙扎和抗爭》
- ISBN 9789862219010 《九死不悔：一個黑五類的回憶錄》
- ISBN 9789862217924 《走出大涼山的女人：一個經歷文革的黑五類女兒之血淚實錄》